# Agathas gåta
Agathas gåta (engelska: Agatha and the Truth of Murder) är en brittisk dramafilm från 2018 om deckarförfattaren Agatha Christie som blir indragen i ett verkligt mordfall under sitt 11 dagar långa försvinnande 1926. Den är skriven av Tom Dalton och skildrar Christie som utreder mordet på Florence Nightingales guddotter, Florence Nightingale Shore, som är baserad på verkliga personer och händelser, och hur hennes inblandning i detta fall påverkade hennes senare skrivande.
Filmen hade premiär på Channel Five i Storbritannien den 23 december 2018 och blev kanalens mest populära program under julperioden och det näst högst rankade skönlitterära programmet under året.

## Historia
Mordet på Florence Nightingale Shore var inte ett fiktivt fall som var påhittat för den här historien. Shore existerade på riktigt och hon blev verkligen mördad genom att bli ihjälslagen på ett tåg från London Victoria till Bexhill-on-Sea 1920. Även om det inte är omöjligt, finns det inga bevis som tyder på att hennes lesbiska älskare Mabel Rogers, verkligen bad Agatha Christie att undersöka saken. Agatha Christie skrev senare en roman, Mannen i brunt (publicerad 1924), och den huvudmisstänkte i fallet med mordet på Shore var en man i brun kostym som vittnen såg kliva ur hennes vagn.

## Handling
Året är 1926 och Agatha Christie befinner sig i en svår situation när hennes manus omintetgörs av förutsägbara intriger och hennes otrogne make pressar henne till en skilsmässa hon inte vill ha. När hon söker efter ett sätt att återuppliva sin romanutveckling kontaktas hon av Mabel Rogers, som söker hjälp med att lösa mordet på hennes partner Florence Nightingale Shore 1920, som hade blivit ihjälslagen på ett tåg. Även om Christie till en början är ovillig att genomföra en privat utredning, går hon under täckmantel medan nationen söker efter var hon befinner sig.
Hon kallar sig Mary Westmacott (en tidig pseudonym för Christie) och samlar alla misstänkta för attentatet i ett hus på landet under förevändning att bestämma deras andel av ett stort arv från en fiktiv amerikansk affärsman, med sig själv som representant för en advokatbyrå och Mabel som hushållerska och kock. Bland de misstänkta finns Daphne Miller, en ung kvinna vars sjuksköterskekarriär Florence kunde ha förstört om hon hade levt; Randolph, Florences kusin som ärvde hennes pengar; Zaki Hanachi, en fransk soldat av algerisk härkomst som hon hjälpte att återhämta sig efter första världskriget och som kan ha bett henne om pengar; Travis Pickford, en boxare och svart marknadsförare som förhördes av polisen; och mrs Pamela Rose, kvinnan som Florence var på väg för att träffa. Daphne har sällskap av sin missbrukande far Wade, och Mrs. Rose av sin son Franklin, en före detta präst. Mabel lyckas söka igenom gästernas väskor och upptäcker att Wade Miller kan ha en pistol med sig. För att försöka tvinga fram en reaktion från de andra meddelar Christie efter den första intervjun att Daphne kommer att få den största delen av arvet.
Händelserna tar en vändning när Daphnes pappa skjuts till döds. Kriminalinspektör Dicks anländer med en enda konstapel och klagar över att han är underbemannad på grund av jakten på Agatha Christie, och att han på grund av detta måste genomföra utredningen i huset istället för på polisstationen. Det uppdagas snabbt att de har samlats ihop under falska förespeglingar, och Christie ändrar sin historia så att den passar. Mabel påträffas med mordvapnet och arresteras. Dicks avslöjar för Christie att han vet vem hon är. Han vet också att Daphne sköt sin far. Christie, som har hittat en viktig detalj i Florences dagbok, berättar för honom att hon vet vem som attackerade Florence och ber om hans hjälp. De gillrar en fälla för att få Pamela Rose och hennes son att erkänna sin inblandning. Även efter att Dicks och andra har hört samtalet är bevisen för tunna för att fälla dem, trots att det finns bevis för att de skrev en lapp där de utpressade Daphne till att placera pistolen i Mabels rum. Istället konspirerar de andra för att sätta dit Florences mördare för mordet på Daphnes far.
Kommissarie Dicks hjälper Christie att sätta upp täckmanteln för hennes försvinnande och hjälper henne oavsiktligt att få idén till en ny bok. Hon visas senare slutföra ett manuskript som verkar vara Döden på Nilen.

## Rollista
- Dean Andrews som Wade Miller
- Ruth Bradley som Agatha Christie
- Bebe Cave som Daphne Miller
- Amelia Rose Dell som Rosalind
- Richard Doubleday som Postmaster Wilson
- Derek Halligan som Mr Todd
- Blake Harrison som Travis Pickford
- Pippa Haywood som Mabel Rogers
- Stacha Hicks som Florence Nightingale Shore
- Ralph Ineson som inspektör Dicks
- Brian McCardie som Sir Hugh Persimmion
- Michael McElhatton som Arthur Conan Doyle
- Tim McInnerny som Randolph
- Clare McMahon som Carlo, Christies sekreterare
- Liam McMahon som Archie Christie
- Seamus O'Hara som PC Spencer
- Luke Pierre som Zaki Hanachi
- Joshua Silver som Franklin Rose
- Samantha Spiro som Pamela Rose

## Produktion
Inspelningen ägde rum mellan den 2 oktober och den 22 oktober 2018 i Nordirland. Filmningar gjorde på Grey Abbey House i Greyabbey, Royal Belfast Golf Course och Ulster Folk and Transport Museum. Tågscenerna spelades in vid Downpatrick and County Down Railway, med både Downpatrick station och Loop Platform, den senare föreställde Polegate Junction. [källa behövs]
Agathas gåta producerades av Brett Wilson och regisserades av Terry Loane, och har Ruth Bradley i huvudrollen som Agatha Christie. Bradley erkände att hon kände sig pressad när hon spelade Christie och använde biografin av Laura Thompson (Agatha Christie: An English Mystery, 2007) "som en bibel".

## Uppföljare
Dalton har skrivit ytterligare två uppföljande filmer: Agatha and the Curse of Ishtar och Agatha and the Midnight Murders.